# Костальола, Леонардо
Леонардо Костальола (итал. Leonardo Costagliola, 27 октября 1921, Таранто, Италия — 7 марта 2008, Флоренция, Италия) — итальянский футболист и тренер, игравший на позиции вратаря. В качестве игрока прежде всего известен по выступлениям за клуб «Фиорентина», а также национальную сборную Италии.

## Клубная карьера
Во взрослом футболе дебютировал в 1938 году выступлениями за команду клуба «Про Италия» (Таранто), в которой провёл два сезона, приняв участие в 41 матче чемпионата.
С 1940 по 1948 год играл в составе команд клубов «Бари» и «Конверсано».
В 1948 году перешёл в клуб «Фиорентина», за который отыграл 7 сезонов. Большую часть времени, проведённого в составе «Фиорентины», был основным голкипером команды. Завершил профессиональную карьеру футболиста выступлениями за команду «Фиорентина» в 1955 году.

## Выступления за сборную
В 1953 году дебютировал в официальных матчах в составе национальной сборной Италии. В течение карьеры в национальной команде, которая длилась всего 2 года, провёл в форме главной команды страны 3 матча и пропустил 2 гола. В составе сборной был участником чемпионата мира 1954 года в Швейцарии.

## Карьера тренера
Начал тренерскую карьеру вскоре после завершения карьеры игрока, в 1957 году, возглавив тренерский штаб клуба «Таранто».
В дальнейшем возглавлял команды клубов «Фоджа», «Сиракуза» и «Казертана».
Последним местом тренерской работы был клуб «Модена», команду которого Леонардо Костальйола возглавлял в качестве главного тренера до 1973 года.
Умер 7 марта 2008 года на 87-м году жизни в городе Флоренция.